# Pachydema jeannei
Pachydema jeannei är en skalbaggsart som beskrevs av Baraud 1980. Pachydema jeannei ingår i släktet Pachydema och familjen Melolonthidae. Inga underarter finns listade i Catalogue of Life.